# Altagracia de Orituco
Altagracia de Orituco è una città del Venezuela, nello Stato di Guárico, capoluogo del municipio di José Tadeo Monagas.